# Pico do Fogo
Pico do Fogo (2829 m n. m.) je stratovulkán na ostrově Fogo (součást Závětrných ostrovů) ve východním Atlantiku při pobřeží západní Afriky. Nachází se na území Kapverd na hranicích okresů Mosteiros a Santa Catarina do Fogo. Jedná se o nejvyšší horu Kapverd.
Sopku obepíná 9 km široká kaldera, která představuje zbytek staršího vulkánu Monte Amarelo, jehož vrchol se rozpadl při erupci. Současná sopka vyrůstá ze dna kaldery v místě původního sopouchu. Kaldera se nachází severovýchodně od středu ostrova. Její stěny dosahují výšky až 1 km a je otevřená směrem na východ. Leží v ní i kráter, který je aktivní již od dob portugalské kolonizace ostrova.

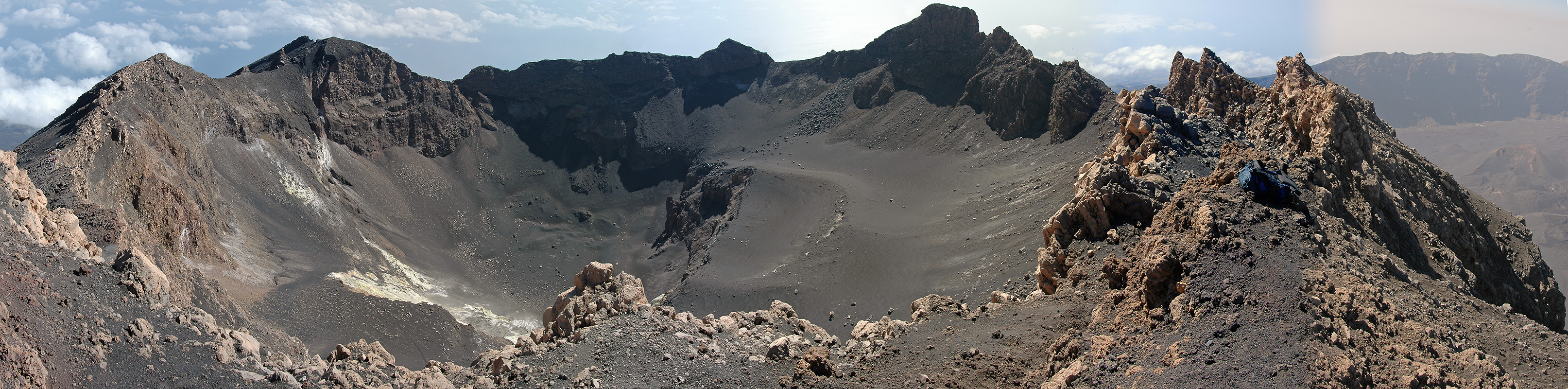
Kráter v roce 2006